# 256 г. пр.н.е.
256 (двеста петдесет и шеста) година преди новата ера (пр.н.е.) е година от доюлианския (Помпилийски) римски календар.

## Събития

### В Римската република
- Консули са Луций Манлий Вулзон Лонг и Квинт Цедиций. Скед смъртта на Цедиций суфектконсул става Марк Атилий Регул.
- Продължава Първата пуническа война:
  - Манлий и Регул повеждат голям римски флот от около 330 кораби, за да нахлуят в Африка и превземат Картаген. Те се насочват към южния бряг на Сицилия, като минават покрай Месина и Сиракуза, за да натоварят допълнителни войски за планираното нашествие като римските сили достигат 140 000 гребци и войници. Срещу тях се изправя картагенския флот с 350 кораби и командван от Хамилкар. Решаващият сблъсък се разиграва при нос Екном и се превръща в една от най-големите морски битки в човешката история. От нея римляните излизат като победители благодарение на изобретения от тях абордажен мост „корвус“. Понеслият тежки загуби картагенски флот е принуден да се оттегли отваряйки по този начин пътя към Африка.[1]
  - Римляните дебаркират при Клупея, от източната страна на нос Бон, и превземат града.[1] Те опустошават и ограбват богатите околности, но тогава по нареждане от Рим Манлий повежда част от римската войска и флота обратно в Сицилия за зимата, а Регул остава да действа срещу картагенците с 15000 пехота, 500 кавалерия и 40 кораби.[2][1]
  - Картагенците, като разчитат че Регул и силите му са отслабени, избират военачалниците Хасдрубал (син на Ханон), Бостар и извикания от Сицилия Хамилкар, който довежда 5000 пехота и 500 кавалерия, за да поведат армия срещу римския консул, докато той обсажда град Адис. В разигралата се битка картагенците се оказват победени, защото не са в състояние да използват умело своята кавалерия и слонове в условията на неравен и хълмист терен.[2]
  - След победата Регул превзема град Тунис и изгражда лагер за зимуване, по време на което започват преговори за мир с картагенски представители.[2]

### В Гърция
- Атина получава своята свобода(поне номинално).[3]

### В империята на Селевкидите
- В периода 256 – 250 г. пр.н.е. започва отцепването на Партия от селевкидската империя.[4]

## Родени
- Хан Гаодзу, основоположник на династията Хан (умрял 195 г. пр.н.е.)

## Починали
- Квинт Цедиций, консул през тази година